# 캐딜락 DTS
캐딜락 DTS(Cadillac DTS)는 제너럴 모터스에서 캐딜락 브랜드로 2005년부터 2011년까지 생산한 전륜구동 대형 세단이다. DTS는 DeVille Touring Sedan의 약자이다. 형제 차종으로 뷰익 루체른이 있었다.

## 개요

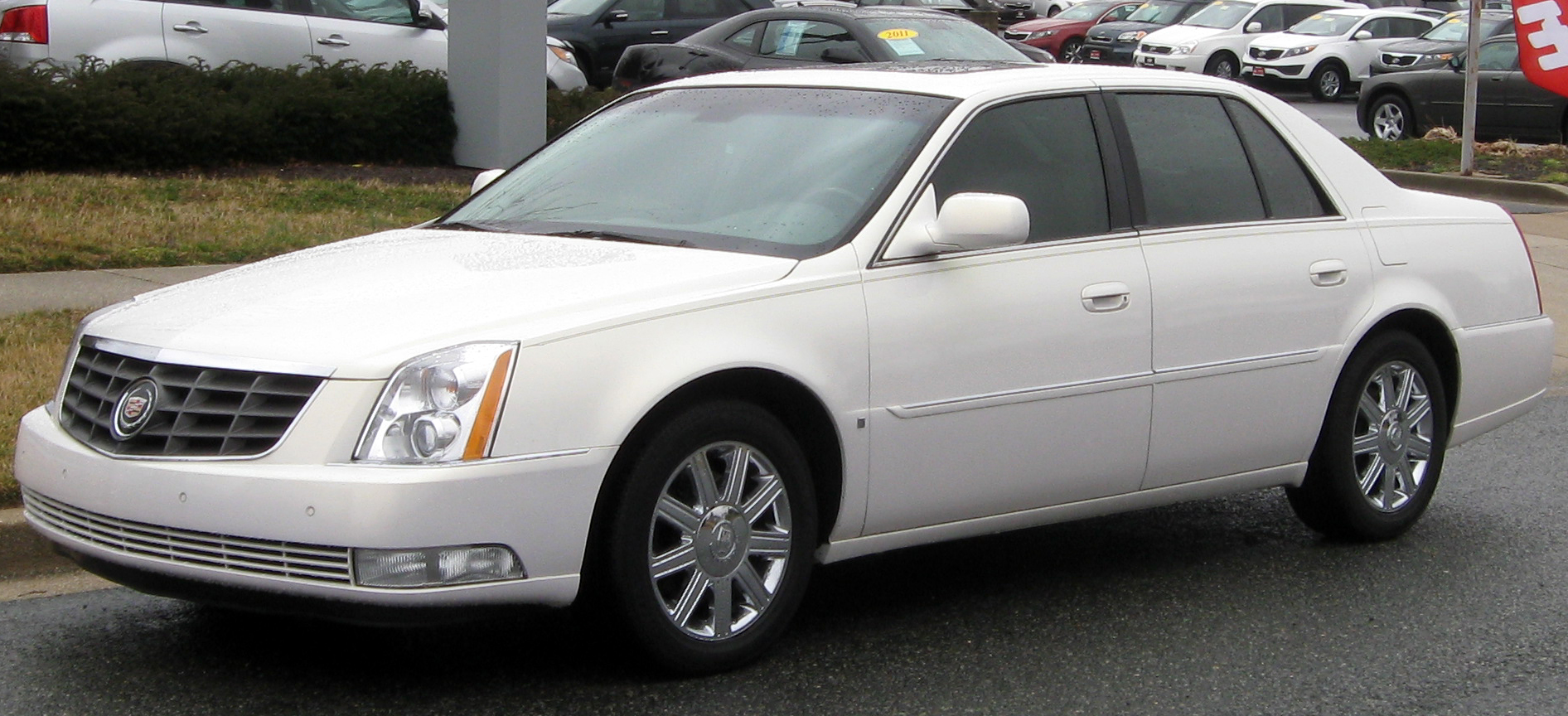
캐딜락 DTS 정측면

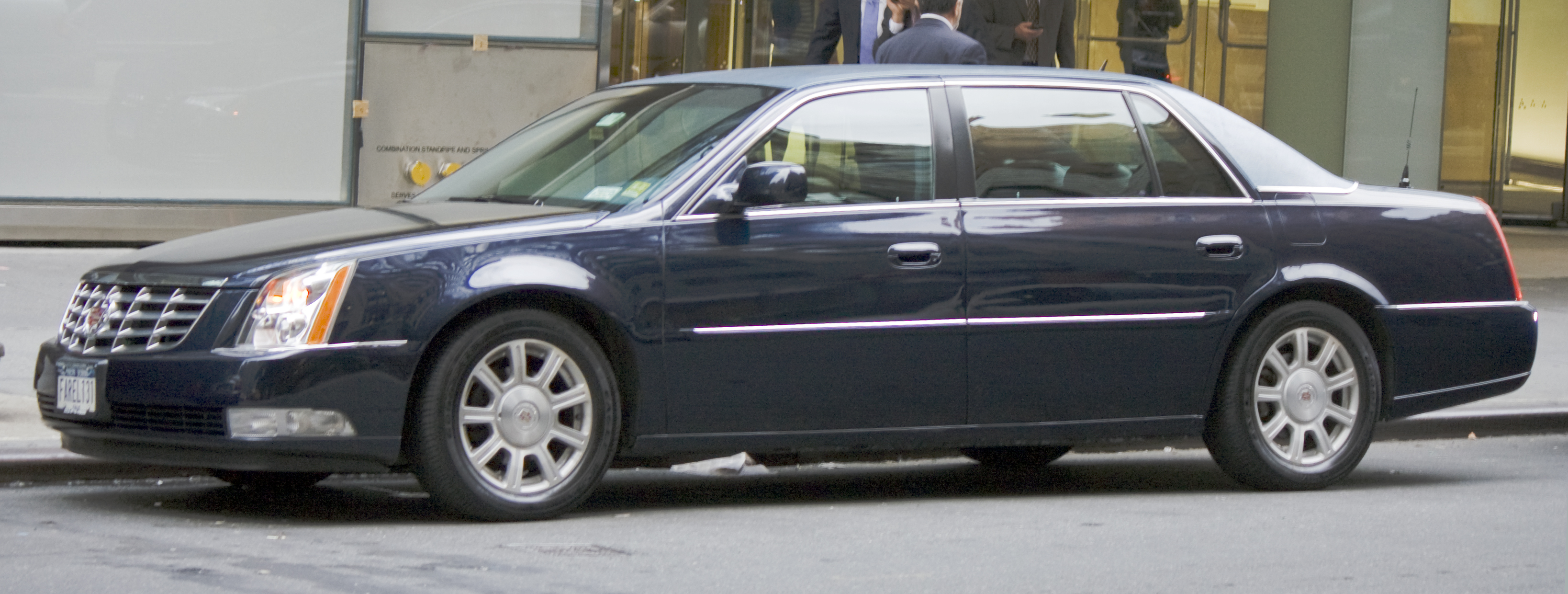
캐딜락 DTS-L 정측면

2005년 7월에 드빌의 후속 차종으로 출시되었다. 캐딜락이 CTS 이후로 작명법을 바꾸면서 전신인 드빌에도 투어링 세단을 붙인 DTS라는 이름으로 바꿔 팔리게 되었다. 기존 8세대 드빌에 썼던 전륜구동 G-플랫폼을 개량해서 적용했고 V8 4.6L 노스스타(Northstar) 엔진, 4T80형 4단 자동변속기를 적용한데다가 8세대 드빌과 옆모습까지 비슷해서 페이스 리프트에 가까울 정도였다. 세부 트림은 노스스타 LD8 엔진(275마력)을 탑재한 스탠다드(Standard), 럭셔리(Luxury)와 노스스타 L37 엔진(291마력)을 탑재한 퍼포먼스(Performance)가 있었다. 2006년 2월부터 대한민국에서도 수입이 개시되었고, 291마력짜리 L37 엔진이 탑재되었다. 그해 11월에 퍼포먼스 트림의 최고출력이 소폭 상승했고, 뒷문을 늘린 DTS-L이 추가되었다. 2008년에 라인업이 재편되어 저출력 사양은 스탠다드와 럭셔리 외에 프리미엄(Premium)이 추가되었고 고출력 사양이었던 퍼포먼스는 플래티넘(Platinum)으로 이름이 변경되었다. 2011년 5월 27일에 단종되어 드빌 라인업은 역사 속으로 사라졌으며, 캐딜락 라인업의 주력 엔진으로 사용하던 노스스타 엔진도 이 차가 단종되면서 퇴역되었다. 이후 2012년 5월에 출시된 후속 차종인 XTS가 DTS와 STS의 자리를 통합시켰다.